# Joaquim Inácio de Aragão Bulcão
Joaquim Inácio de Aragão Bulcão, primeiro e único barão de Matoim (São Francisco do Conde, 30 de dezembro de 1804 (220 anos) — Engenho Pitangá, 3 de janeiro de 1886) foi um político e diplomata brasileiro. Era filho de Joaquim Inácio de Siqueira Bulcão e Joaquina Maurícia de São Miguel e Aragão. Formado em Direito, foi também diplomata em Paris. Foi vereador e presidente da câmara municipal de São Francisco e deputado provincial na Bahia. Era fidalgo cavaleiro da Casa Real e comendador da Imperial Ordem de Cristo. Agraciado barão em 14 de março de 1860.